# بدایع‌الوقایع
بدایع‌الوقایع یا وديعةالحقايق اثر زین‌الدین واصفی هروی شاعر روزگار تیموری و صفوی است. این شرح رویدادهایی از گذشته و مطالبی از دیده‌ها و شنیده‌های خود او را شامل می‌شود. واصفی هروی بخشی از قصیده‌های خود در مدح ازبکان را در این کتاب آورده‌است. این کتاب در سال ۱۹۶۱ م در دو جلد در مسکو به‌چاپ رسید. در این کتاب برخی وقایع روزگار سلطان حسین بایقرا و فرزندانش، رویدادهای روزگار شیبک‌خان و برخی وقایع دیگر آمده‌است.